# 루츠크 인질 위기
2020년 7월 21일, 우크라이나 볼린주 루츠크에서 인질극이 발생했다. 막심 크리보시는 BAZ A079 버스를 탈취하고 테아트랄나 광장에서 자신과 승객 13명을 버스 안에 가두었다. 이 위기는 결국 인질들의 석방과 크리보시의 체포로 해결되었다.

## 사건

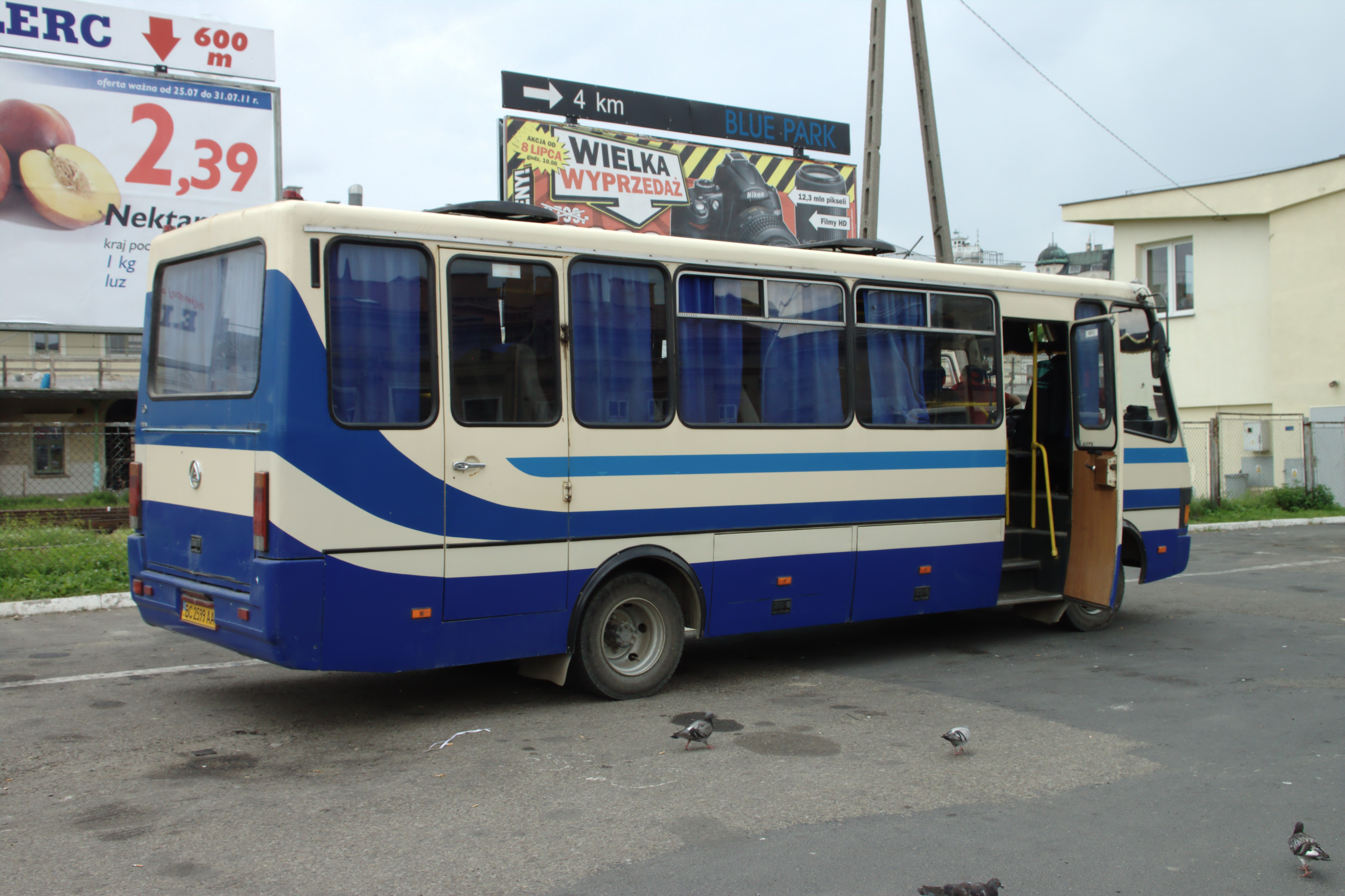
BAZ A079 버스

### 위기 이전
버스를 탈취하기 전, 막심 크리보시는 트위터에 "국가는 첫 번째 테러리스트"라고 쓰고 법원장, 우크라이나 고등사법위원회, 우크라이나 검찰총장, 우크라이나 법무부 장관, 교도소 서비스 국장, 우크라이나 총리, 최고 라다(우크라이나 의회), 우크라이나 국방부 장관, 우크라이나 보안국 국장 및 여러 교회 수장들에게 자신의 이름과 직책을 밝히고 테러리스트 인 로("법률적 테러리스트")라고 진술하는 동영상 메시지를 소셜 미디어에 게시하라고 요구했다. 또한 그는 우크라이나 대통령 볼로디미르 젤렌스키에게 모든 사람이 동물에 대한 인간의 착취를 다룬 2005년 다큐멘터리 영화 지구생명체를 시청할 것을 호소하는 성명을 발표하라고 요구했다.

### 버스 탈취
크리보시는 크라스닐리우카에서 루츠크를 경유하여 베레스테치코로 향하는 버스를 탈취했다. 크리보시는 배낭과 여행 가방을 가지고 있었다. 탈취된 버스는 레시아 우크라인카 기념비 근처 테아트랄나 광장에 정차했다. 우크라이나 내무부 차관 안톤 헤라셴코에 따르면, 인질을 잡은 테러리스트는 같은 날 오전 9시 25분에 경찰에 전화하여 자신을 "막심 플로호이"라고 소개하며 폭탄을 가지고 있다고 주장했다.
버스 탈취로 인해 시내는 봉쇄되었다. 경찰은 인질 작전을 시작했고, 우크라이나 보안국은 부메랑 계획을 도입했다. 볼린주 우크라이나 국가경찰 수사관들은 우크라이나 형법 제147조(인질 강탈)에 따라 버스 탈취를 기소했다. 경찰은 처음에는 버스에 20명이 타고 있다고 보고했지만, 나중에 탑승자 수가 13명으로 확인되었다.
내무부 장관 아르센 아바코프는 루츠크로 날아갔다. 우크라이나 대통령 볼로디미르 젤렌스키는 상황을 통제하고 있으며 사상자 없이 위기를 해결하기 위해 노력하고 있다고 밝혔다.
기자 유리 부투소프는 범인이 자신에게 전화하여 기자들이 버스에 오도록 요구했다고 말했다.
예비 정보에 따르면 크리보시는 경찰에게 여러 발을 발사하고 수류탄을 던졌지만 폭발하지 않았다. 나중에 버스 근처에서 세 번의 폭발이 보고되었고, 시 경찰서가 총격을 받았다.
버스 인질 중 한 명인 나탈리아 보사는 풀려난 후 크리보시가 인질들을 잘 대했고 화장실로 쓸 양동이를 제공했다고 말했다.
오후 7시까지 범인은 인질들에게 물을 건네줄 수 있도록 허락했다.
인질이 풀려나기 전, 막심 크리보시는 그들에게 사과했다.

### 협상
오후 9시까지 볼로디미르 젤렌스키는 범인과 10분 정도 전화 통화를 했고, 그 후 범인은 인질 세 명을 풀어주었다. 젤렌스키는 또한 러시아어로 "2005년 영화 지구생명체. 모두가 봐야 한다"는 문구가 담긴 영상을 녹화함으로써 범인의 요구를 이행했다. 이 영상은 나중에 삭제되었다.

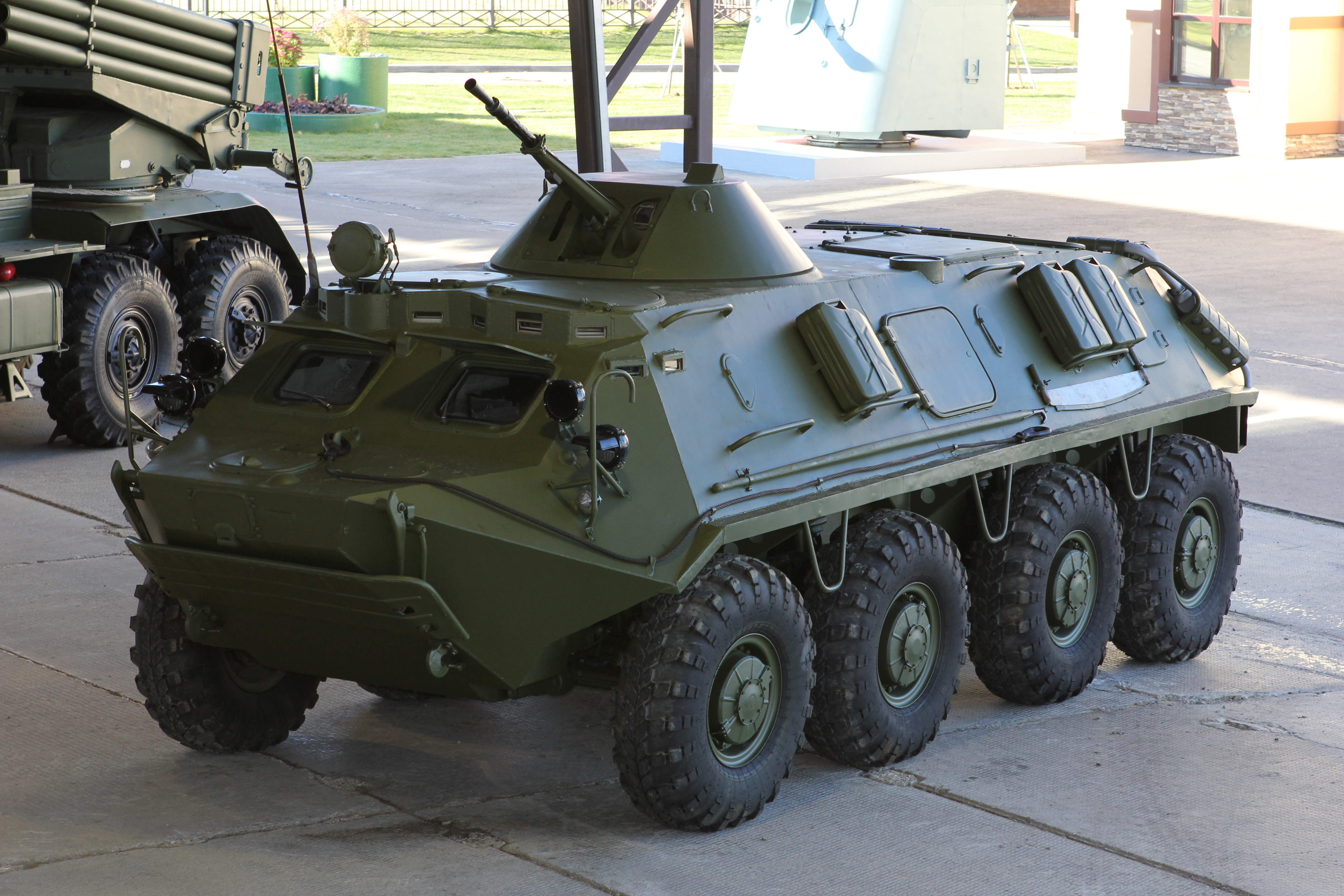
우크라이나 국가방위군 BTR-60이 인질 구출 작전에 참여했다

대략 오후 9시 46분, 크리보시는 팔을 벌린 채 버스에서 내려 약 1분간 기다렸고, 그 후 세 사람이 그에게 다가가 크리보시의 저항 없이 체포했다. 그 후, 특수 부대는 장갑차와 섬광탄을 사용하여 버스를 급습했다. 몇 시간의 협상 끝에 경찰의 공격으로 모든 인질이 풀려났고, 크리보시는 체포되었다. 모든 인질은 다치지 않은 것으로 알려졌다. 내무부 차관 안톤 헤라셴코는 경찰이 크리보시가 다른 행동을 할지 알 수 없었기 때문에 공격을 감행했다고 설명했다.

### 직후
아르센 아바코프는 범인의 공범이 하르키우에서 체포되었다고 보고했다.
7월 21~22일 밤, 범죄 수사관들이 범죄 현장에서 작업을 시작했다.
가디언은 다음과 같은 결과를 보도했다.

화요일 밤 [7월 21일], 우크라이나 내무부 장관 아르센 아바코프는 다음과 같이 말했다: "그 영화... 좋습니다. 그리고 그렇게 망가져서 온 나라에 그런 공포를 일으킬 필요는 없습니다. 그렇게 하지 않고도 볼 수 있습니다."

7월 24일, 하르키우 법원은 크리보시의 공범으로 추정되는 드미트로 미하일렌코를 구금했다. 그는 175,000 흐리우냐의 보석금으로 두 달 동안 체포되었다.

## 조사
범인 체포 후, 그는 형법상 인질 강탈, 불법 무기 취급, 법 집행관 생명 침해, 테러 행위의 네 가지 혐의로 기소되었다.

### 공격자
공격자는 막심 크리보시로, 44세 남성이다. 그는 1975년 11월 6일 러시아 소비에트 연방 사회주의 공화국 오렌부르크주 가이 시에서 태어났다. 그의 아버지 스테판 크리보시는 폴리테크닉 대학교의 부교수로, 전기 기계의 정류자 제조 및 고리 모양 부품 경화 방법 특허의 저자이다. 그의 어머니는 2013년 자동차 사고로 사망했다. 막심에게는 동생 보단이 있으며, 2005년에 막심 크리보시의 아들이 태어났다.
그는 강도, 강탈, 사기로 두 번 유죄 판결을 받았다. 처음에는 7월 21일에 경찰이 공격자가 정신과 치료를 받고 있다고 보고했지만, 내무부 장관 아바코프는 이 정보를 부인했다.
2014년에 그는 볼린폴리그래프 출판사에서 러시아어로 범죄자의 철학이라는 책을 출판했는데, 이 책에서 그는 감옥 생활을 묘사한다. 이 책의 발행 부수는 400부였다.
크리보시는 나중에 원래 루츠크 성 삼위일체 대성당의 우크라이나 정교회를 점령할 계획이었다고 밝혔다.

## 반응

### 국내

#### 특수 서비스 및 당국의 조치에 대한 비판
사건 당시 우크라이나 보안국의 행동은 무능력하다는 비판을 받았는데, 특히 테러리스트가 젤렌스키 대통령과 협상하도록 허용했기 때문이다.

#### 연극 버전
일부 활동가들에 따르면 루츠크 인질극이 연극으로 기획된 것이라고 추정된다.

### 해외
- 키이우 주재 미국 대사관 대표들은 인질 석방을 환영했다.[49]
- 지구생명체 영화 제작자들은 루츠크 사건에 대해 반응하며 테러를 지지하지 않는다고 밝혔다.[50][51]

## 여파
사건 후 우크라이나 국가경찰은 우크라이나 서부 9개 주(빈니차주, 지토미르주, 자카르파탸주, 이바노프란키우스크주, 르비우주, 리우네주, 테르노필주, 흐멜니츠키주 및 체르니우치주)와 키이우에서 보안 조치를 강화했다.

## 같이 보기
- 2010년 마닐라 버스 인질극
- 1995년 탱크 난동 경찰 추격전
- 2004년 불도저 난동 경찰 추격전
- 산드로 바르보사 두 나시멘투